# Barcin (stacja kolejowa)
Barcin – ogólnodostępna bocznica szlakowa i przystanek osobowy (dawniej stacja kolejowa) w Barcinie, w województwie kujawsko-pomorskim, w Polsce.